# Пшелази
Пшелази (пол. Przełazy, нім. Seeläsgen) — село в Польщі, у гміні Любжа Свебодзінського повіту Любуського воєводства.
Населення — 267 осіб (2011).
У 1975-1998 роках село належало до Зеленогурського воєводства.

## Демографія
Демографічна структура станом на 31 березня 2011 року:
|          | Загалом | Допрацездатний вік | Працездатний вік | Постпрацездатний вік |
| -------- | ------- | ------------------ | ---------------- | -------------------- |
| Чоловіки | 131     | 25                 | 90               | 16                   |
| Жінки    | 136     | 25                 | 84               | 27                   |
| Разом    | 267     | 50                 | 174              | 43                   |